# Guatteria diospyroides
Guatteria diospyroides este o specie de plante angiosperme din genul Guatteria, familia Annonaceae, descrisă de Henri Ernest Baillon. Conform Catalogue of Life specia Guatteria diospyroides nu are subspecii cunoscute.